# Szuhogyi-patak
A Szuhogyi-patak Borsod-Abaúj-Zemplén vármegyében, Szuhogy településen, mintegy 170 méteres tengerszint feletti magasságban ered. A patak forrásától kezdve északkeleti irányban halad, majd Szendrőtől délre éri el a Bódva folyót.

## Part menti települések
- Szuhogy
- Szendrő